# Federico Barbado y Patiño
Federico Barbado y Patiño (Sevilla, 18 de diciembre de 1851-1916) fue un escritor español.

## Biografía
Nació en Sevilla en 1851, hijo de carpintero. Coincidió con Mario Méndez Bejarano en las aulas de la Universidad de Sevilla, en cuya Facultad de Filosofía y Letras estudió; se licenció el 18 de octubre de 1877. Dirigió La Enciclopedia, revista científico-literaria, donde insertó numerosos artículos, la mayor parte de costumbres. Fue, asimismo, concejal y fundó El Tribuno, diario político popular de ideas liberales. Dejó publicada una Historia crítica de la literatura latina que serviría de texto en algunas universidades. Emigró a América, donde un accidente tranviario le costó la vida en 1916.